# Pseudinca ivoriensis
Pseudinca ivoriensis är en skalbaggsart som beskrevs av Allard 1992. Pseudinca ivoriensis ingår i släktet Pseudinca och familjen Cetoniidae. Inga underarter finns listade i Catalogue of Life.